# Hodivoaia, Giurgiu
Hodivoaia este un sat în comuna Putineiu din județul Giurgiu, Muntenia, România. În vechime a fost oraș (târg), fiind reprezentat ca atare pe celebra hartă a Valahiei tipărită la Padova în anul 1700.
 Acest articol despre o localitate din județul Giurgiu este deocamdată un ciot. Puteți ajuta Wikipedia prin completarea lui.